# Университетская клиника Мотол
Университетская клиника Мотол (чеш. Fakultní nemocnice v Motole)
— крупнейшее медицинское учреждение Чехии и одно из крупнейших в Европе, расположенное в одноименном районе административного округа Прага 5. Основная учебная база для студентов 2-го медицинского факультета Карлова университета. Вместимость составляет 2231 койки, в котором ежегодно госпитализируется более 77 000 пациентов, что является наибольшим показателем во всей Чехии.

## История
В 1937-1938 годах начались подготовительные работы по строительству больничного учреждения на 1300 коек. Задачу взяли на себя молодые архитекторы Густав Пауль и Франтишек Чермак.
Вторжение немецких войск в 1939 году приостановило подготовительные работы. Поскольку была оккупирована большая часть существовавших на территории Праги клиник, возникла острая необходимость создания новых больничных коек. Поэтому первоначальный план был упрощен, и в 1941 году тогдашнее Министерство здравоохранения и социального управления решило построить в Мотоле временный казарменный госпиталь. Он находился в ведении Виноградской больницы общего профиля.
В августе 1941 года было построено 25 павильонов. Цена здания составила 30 миллионов  крон. Частичная эксплуатация госпиталя началась 4 января 1943 года.
Когда университеты были закрыты (после убийства Рейнхарда Гейдриха), больница стала прибежищем для студентов-медиков, которые таким образом получили возможность продолжить учебу и образование.